# تیم ملی والیبال مردان آلمان شرقی
تیم ملی والیبال مردان آلمان شرقی نماینده کشور جمهوری دمکراتیک آلمان در مسابقات جهانی والیبال بوده است.

## مقام‌ها

### المپیک تابستانی
- المپیک سال ۱۹۷۲-مقام دوم

### قهرمانی جهان
- ۱۹۵۶ – مقام دوازدهم
- ۱۹۶۲ – مقام یازدهم
- ۱۹۶۶ – مقام چهارم
- ۱۹۷۰ – قهرمان
- ۱۹۷۴ – مقام چهارم
- ۱۹۷۸ – مقام نهم
- ۱۹۸۲ – مقام دوازدهم

### قهرمانی اروپا
- ۱۹۵۸ — مقام نهم
- ۱۹۶۳ — مقام نهم
- ۱۹۶۷ — مقام چهارم
- ۱۹۷۱ — مقام چهارم
- ۱۹۷۵ — مقام هفتم
- ۱۹۷۷ — مقام نهم
- ۱۹۷۹ — مقام نهم
- ۱۹۸۳ — مقام ششم
- ۱۹۸۹ — مقام نهم

## لیست سرمربیان
| نام          | از   | تا   | افتخارات                                                      |
| ------------ | ---- | ---- | ------------------------------------------------------------- |
| هربرت گابریل | ۱۹۵۱ | ۱۹۵۲ | –                                                             |
| ورنر بروک    | ۱۹۵۳ | ۱۹۵۴ | –                                                             |
| گرهارد فک    | ۱۹۵۵ | ۱۹۵۵ | –                                                             |
| فریتز دورینگ | ۱۹۵۵ | ۱۹۵۷ | –                                                             |
| هلموت همپل   | ۱۹۵۷ | ۱۹۵۸ | –                                                             |
| فریتز دورینگ | ۱۹۵۹ | ۱۹۵۹ | –                                                             |
| هربرت جنتر   | ۱۹۶۰ | ۱۹۷۴ | والیبال در بازی‌های المپیک تابستانی ۱۹۷۲, قهرمان جهان سال 1970 |
| کورت راد     | ۱۹۷۵ | ۱۹۷۸ | –                                                             |
| هربرت جنتر   | ۱۹۷۹ | ۱۹۸۰ | –                                                             |
| لوسار اشروتر | ۱۹۸۱ | ۱۹۸۳ | –                                                             |
| برند والتر   | ۱۹۸۴ | ۱۹۸۶ | –                                                             |
| رولف هورنشوچ | ۱۹۸۷ | ۱۹۸۷ | –                                                             |
| اولریچ سرنوو | ۱۹۸۸ | ۱۹۹۰ | –                                                             |